# Bubong
Bubong est une localité de la province de Lanao du Sud, aux Philippines. En 2015, elle compte 22 336 habitants.